# Джакоббе Фрагомені
Джакоббе Фрагомені (італ. Giacobbe Fragomeni; 13 серпня 1969) — італійський професійний боксер, чемпіон світу за версією WBC (2008—2009) в першій важкій вазі, чемпіон Європи і призер чемпіонату світу серед аматорів.

## Аматорська кар'єра
На Середземноморських іграх 1993 завоював бронзову медаль в напівважкій вазі.
На чемпіонаті світу 1995 в категорії до 91 кг програв в другому бою.
1997 року переміг на Середземноморських іграх. На чемпіонаті світу 1997 програв у чвертьфіналі Руслану Чагаєву (Узбекистан). Однак, 8 лютого 1998 року AIBA позбавила Чагаєва звання чемпіона за те, що він провів 2 професійних поєдинки в США перед чемпіонатом світу, Фрагомені піднявся на третє місце і отримав бронзову медаль.
На чемпіонаті Європи 1998 став чемпіоном.
- В 1/8 фіналу переміг Майка Ганке (Німеччина) — 3-2
- В 1/4 фіналу переміг Романса Куклінса (Латвія) — 9-3
- У півфіналі переміг Євгена Макаренко (Росія) — 4-0
- У фіналі переміг Сергія Дичкова (Білорусь) — 12-9

На Кубку світу 1998 переміг двох суперників, а у фіналі програв Феліксу Савону (Куба) і отримав срібну медаль.
На чемпіонаті світу 1999 програв в другому бою Кевіну Евансу (Уельс).
На Олімпійських іграх 2000 в категорії до 81 кг програв в першому бою Ісаелю Альваресу (Куба).

## Професіональна кар'єра
2001 року дебютував на професійному рингу і впродовж п'яти років провів 21 переможний бій. 17 листопада 2006 року в бою за титул чемпіона Європи за версією EBU в першій важкій вазі зазнав першої поразки технічним нокаутом від британця Девіда Хея.
Після чотирьох перемог поспіль 24 жовтня 2008 року в бою за вакантний титул чемпіона світу за версією WBC в першій важкій вазі здобув дострокову перемогу технічним рішенням у восьмому раунді над чехом Рудольфом Край. Поєдинок завершився після того, як Фрагомені отримав поріз через випадкове зіткнення головами. В першому захисті титулу звів внічию поєдинок з поляком Кшиштофом Влодарчиком. 21 листопада 2009 року втратив титул, програвши рішенням більшості угорцю Жолту Ердеї.
Після того як Ердеї через два місяці відмовився від чемпіонського титулу, 15 травня 2010 року в бою за вакантний титул чемпіона світу за версією WBC Фрагомені знов зустрівся з Кшиштофом Влодарчиком і зазнав поразки технічним нокаутом.
В наступних шести поєдинках здобув п'ять перемог і один бій завершив внічию, завоювавши 15 грудня 2012 року вакантний титул WBC Silver. 6 грудня 2013 року втретє вийшов на бій з чемпіоном WBC Кшиштофом Влодарчиком. Цього разу Фрагомені був змушений відмовитися від продовження бою після шести програних переважно односторонніх раундів через поріз, спричинений випадковим ударом Влодарчика.
24 жовтня 2014 року в бою за вакантний титул чемпіона Європи за версією EBU в першій важкій вазі зазнав поразки нокаутом в четвертому раунді від Рахіма Чахкієва (Росія). Провівши після цього ще три поєдинка, завершив кар'єру.